# Facimiech (skały)
Facimiech (783 m n.p.m.) – grupa skalnych ścian w masywie Łysiny w Pieninach Właściwych. Jest to dzikie urwisko skalne w górnej części południowo-zachodniego stoku Łysiny opadającego wprost do Dunajca. Wraz z Łysiną i Klejową Górą tworzy grupę Łysiny. Do Dunajca opada bardzo stromymi i niemal nagimi ścianami o łącznej wysokości ok. 330 m. Zbudowane są z odpornych na erozję skał wapiennych. Wcinający się w nie Dunajec tworzy tutaj Przełom Pieniński. Facimiech wraz ze szczytem Klejowej Góry tworzą wysunięty cypel, który Dunajec opływa z trzech stron tworząc kilka przełomów. Ściany Facimiecha są jedną z głównych atrakcji widokowych podczas spływu tratwami. Flisacy na ścianach Facimiecha pokazują turystom zarys sylwetki orła i zakonnicy. Związane z nimi są legendy. U podnóża Facimiecha znajduje się Ostra Skała i Grabczychy (Wyżnia i Niżnia).
Facimiech znajduje się w Pienińskim Parku Narodowym. Porastają go nawapienne murawy wysokogórskie (Seslerion tatrae)i wyleżyska śnieżne (Arabidion coeruleae). Jest jednym z nielicznych w Polsce miejsc, gdzie występują rzadkie owady: Exoprosopa cleomene i Raphidia ulrike (oba znajdują się w Polskiej Czerwonej Księdze Zwierząt). W ścianach Facimiecha, dzięki ich niedostępności, uchowała się największa w Pieninach kolonia bardzo rzadkiego gatunku jałowca sawiny, unikatowe zbiorowiska mchów i stanowisko pluskwicy europejskiej. Stwierdzono też występowanie takich rzadkich w Polsce gatunków roślin, jak: kokorycz żółtawa, wiechlina styryjska, przetacznik pokrzywolistny, pajęcznica gałęzista, szczwoligorz tatarski, na stromych ścianach Facimiecha jest także jedno z największych w Pieninach skupisk cisa pospolitego.
Nazwa skał pochodzi od znajdującej się w pobliżu, na wysokości 480–540 m n.p.m. polany. Czasami nazwą Facimiech określany jest cały półwysep lub masyw Łysiny. W stromych ścianach Facimiecha znajduje się kilka płytkich jaskiń i grot, m.in. Jaskinia w Facimiechu. Tuż nad wodami Dunajca jest spora nyża, w której dawniej kryli się przed burzą i deszczem flisacy. Wyżej, w trudno dostępnym miejscu, znajduje się płytkie Schronisko Zakonnicy (Grota Zakonnicy).
Facimiech znajduje się w granicach wsi Sromowce Niżne w województwie małopolskim, w powiecie nowotarskim, w gminie Czorsztyn. Nie prowadzi przez niego żaden szlak turystyczny. Jest dobrze widoczny od strony Sromowiec Niżnych (wznosi się na prawo od Trzech Koron).

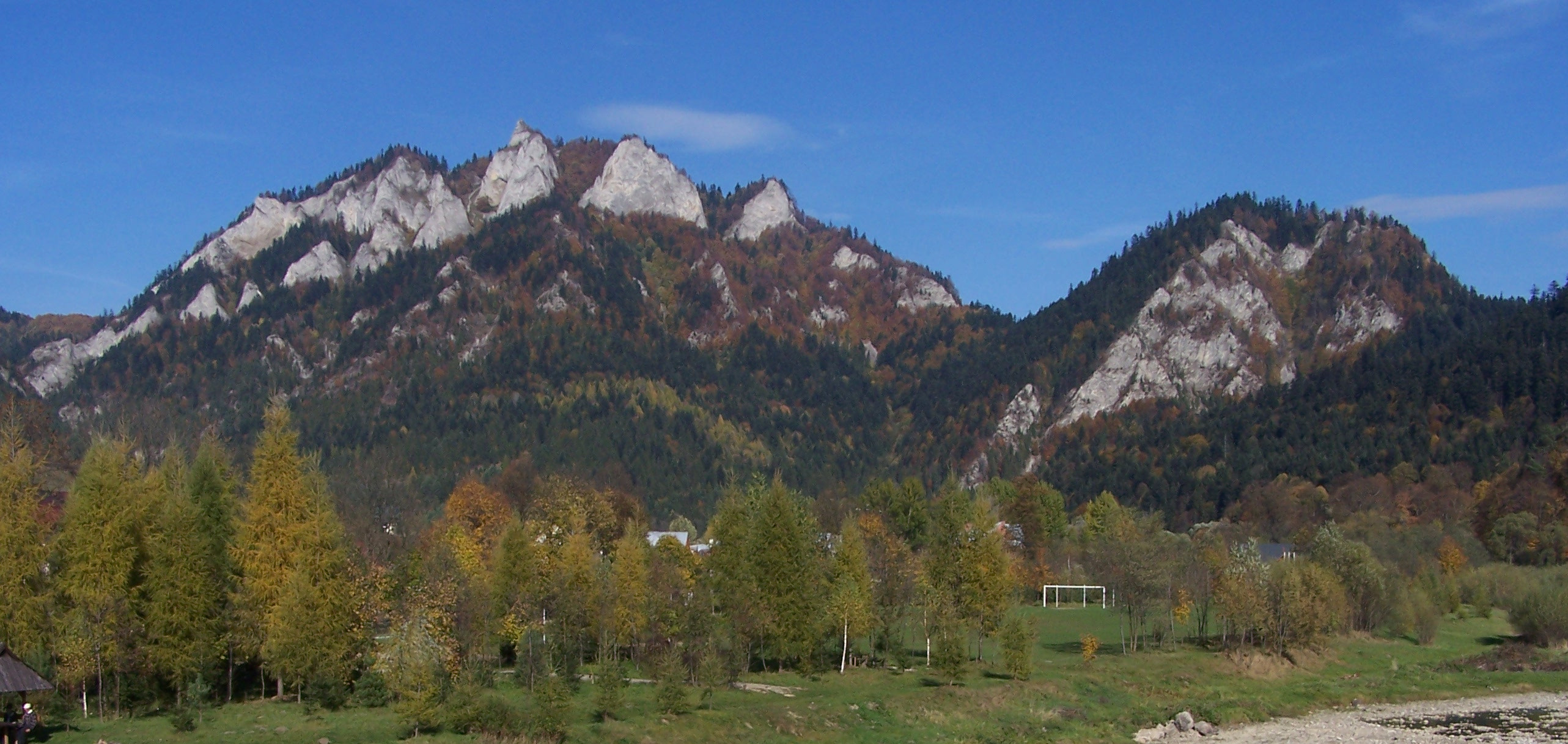
Trzy Korony, Łysina i Facimiech
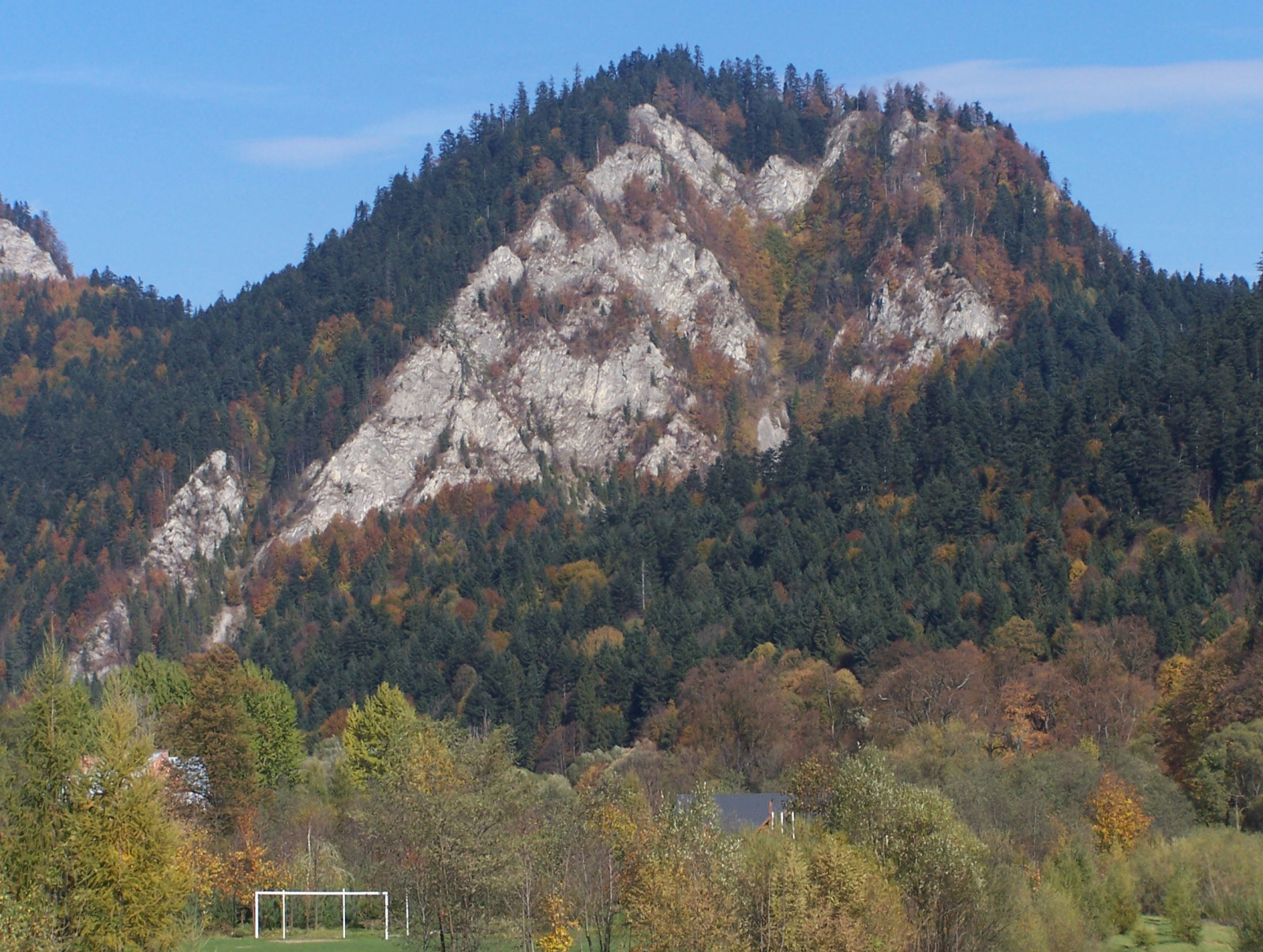
Łysina i Facimiech
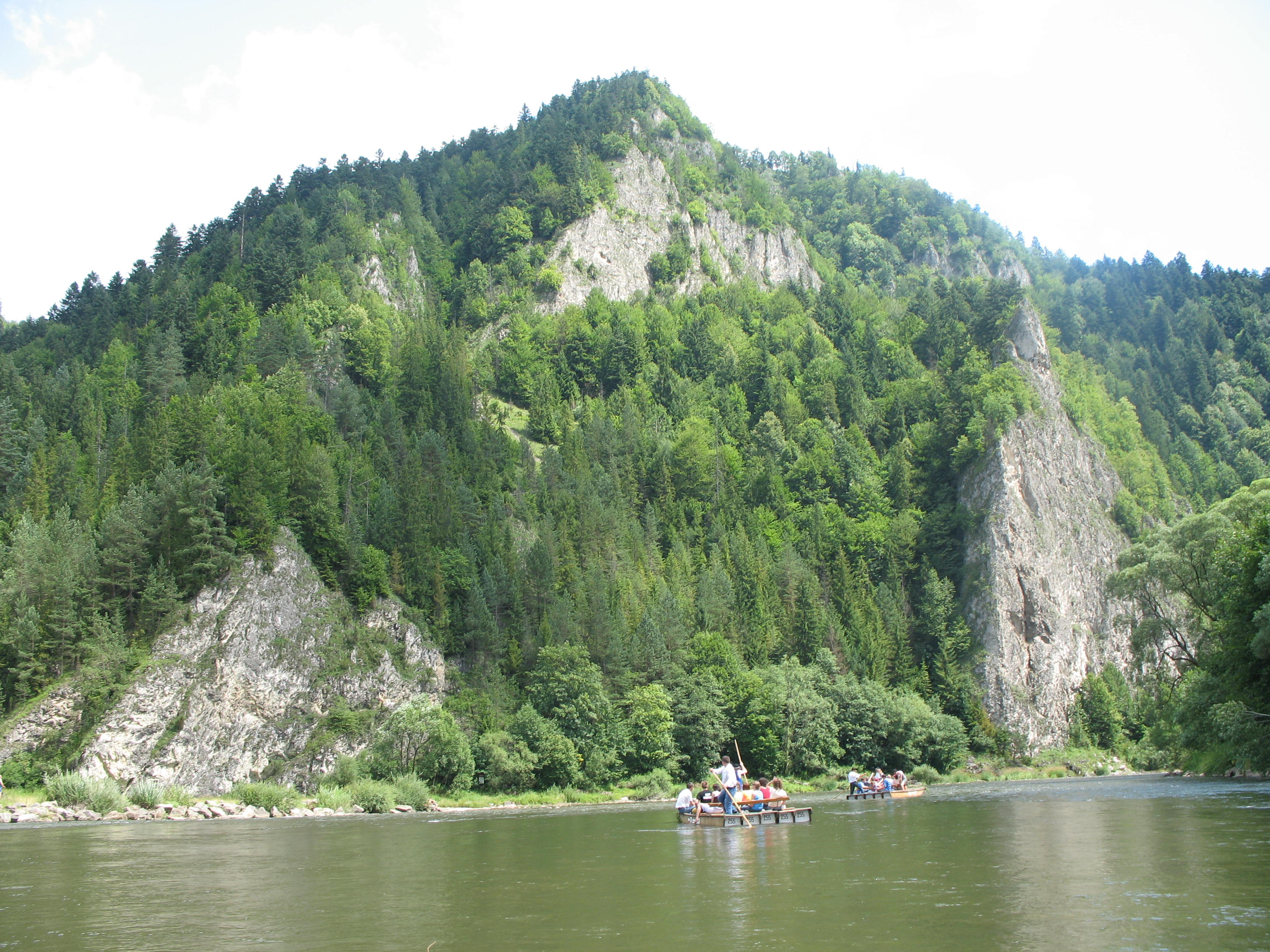
Ostra Skała, Facimiech, Grabczycha Wyżnia